# Grohe
 Ikke at forveksle med Hansgrohe.
Grohe AG er en tysk producent af armaturer og sanitetsprodukter med juridisk hovedkvarter i Hemer og forvaltningshovedkvarter i Düsseldorf. Siden 2014 har Grohe været ejet af japanske Lixil Group. I 2018 havde Grohe ca. 6.000 ansatte og en omsætning på 1,23 mia. euro.